# Principi di valutazione
Nell'ambito della valutazione immobiliare, i principi di valutazione (anche detti postulati estimativi) sono proposizioni che si accettano come fondamento dall'attività valutativa e che quindi ne costituiscono il presupposto non dimostrato, ma considerato vero in base all'esperienza ed al senso comune. I principi di valutazione sono di seguito sinteticamente descritti.

## Principio del prezzo
Questo principio afferma che il prezzo è posto a fondamento della valutazione immobiliare ossia che tale valutazione è formulata in termini di prezzo o, comunque, in termini monetari.

## Principio della previsione
Si afferma, con questo principio, che la valutazione immobiliare presenta un'ottica di tipo previsivo e, in quanto fondata sulla determinazione di un prezzo, essa formula una prezzo di previsione.
Per quanto riguarda l'aspetto temporale si possono suddividere le valutazioni in:
- valutazione ex ante o prospettiva quando, rispetto alla data di elaborazione, essa formula la previsione di un prezzo relativo allo stesso momento dell'elaborazione o ad un momento successivo;
- valutazione ex post o retrospettiva o a posteriori quando, rispetto alla data di elaborazione, essa formula la previsione di un prezzo relativo ad un momento precedente[4].

## Principio dello scopo
Il principio afferma che il valore di stima determinato dall'attività valutativa è funzione dello scopo per cui la valutazione è richiesta. Ad un medesimo immobile possono infatti corrispondere differenti valori, ciascuno di essi dipendente dalla motivazione che ha condotto ad effettuare la valutazione.

## Principio di ordinarietà

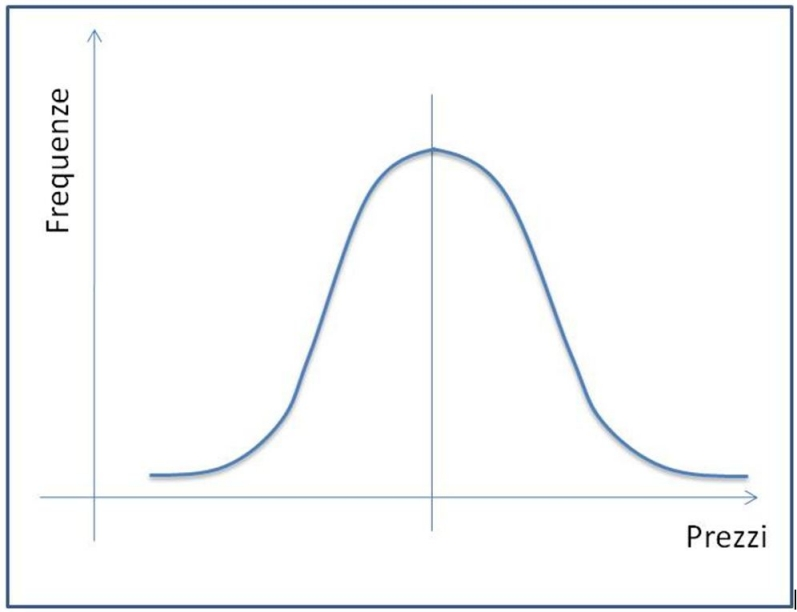
Distribuzione normale Frequenze / Prezzi

Questo principio afferma che il giudizio di stima è ordinario.
Il principio dell'ordinarietà si esplicita in tre criteri.
- Il criterio statistico. Da punto di vista estimativo significa asserire che, fissato il criterio di valutazione e la destinazione d'uso, il più probabile valore di stima di un immobile è il valore medio della distribuzione statistica normale (o gaussiana) dei valori di stima. Secondo questa distribuzione, il valore di stima è il valore centrale più frequente[7]
- Il criterio economico. Concerne l'individuazione della destinazione che configuri l'Highest and best use (HBU) ossia il Massimo e miglior utilizzo dell'immobile.
- Il criterio giuridico. Si basa su norme legali e riguarda particolari stime convenzionali definite dal legislatore secondo norme e criteri particolari. Si tratta di stime richieste dalla pubblica amministrazione.[8]

## Principio di comparazione
Il principio afferma che la metodologia di una valutazione immobiliare si basa sul fondamento logico costituito dalla capacità di confronto tra l'immobile oggetto di valutazione e altri immobili di confronto aventi simili caratteristiche (appartenenti allo stesso segmento di mercato) e prezzo noto.
Ciò vuol dire che il valore di un immobile tende ad essere definito dal prezzo che sarebbe pagato per acquisire un immobile di analoga utilità e appetibilità, entro un tempo ragionevole.